# 神奇伽馬射線望遠鏡
神奇伽馬射線望遠鏡（MAGIC，Major Atmospheric Gamma Imaging Cherenkov Telescopes）是兩個大氣契倫柯夫望遠鏡系統，位於加那利群島拉帕爾馬島的穆查丘斯羅克天文台，海拔2200米。神奇伽馬射線望遠鏡使用契忍可夫輻射檢測伽馬射線釋放的粒子雨。望遠鏡反射鏡面直徑為17米，是高能立體視野望遠鏡建造前世界上最大的望遠鏡。
第一台望遠鏡建於2004年，以獨立模式運行了五年。第二台望遠鏡距離第一台望遠鏡85米，於2009年7月開始採集數據。它們共同組成神奇伽馬射線望遠鏡系統。
神奇伽馬射線望遠鏡對宇宙伽馬射線很敏感，可以研究能量50GeV（後來降低到25GeV）至30TeV之間伽馬射線，其他地面伽馬射線望遠鏡通常觀察伽馬射線能量範圍超過200-300GeV。

## 外部連結
- MAGIC Telescope webpage giving full details, introductory text, and results
- MAGIC webpage at La Palma （页面存档备份，存于）
- Aspera European network portal
- Astroparticle.org: to know everything about astroparticle physics
- Astroparticle physics news on Twitter （页面存档备份，存于）